# Gornje Zaostro
Gornje Zaostro este un sat din comuna Berane, Muntenegru. Conform datelor de la recensământul din 2003, localitatea are 236 de locuitori (la recensământul din 1991 erau 254 de locuitori).

## Demografie
În satul Gornje Zaostro locuiesc 173 de persoane adulte, iar vârsta medie a populației este de 36,7 de ani (36,5 la bărbați și 36,9 la femei). În localitate sunt 67 de gospodării, iar numărul mediu de membri în gospodărie este de 3,52.
Populația localității este foarte eterogenă.
|  |

| Demografie | Demografie | Demografie |
| An         | Locuitori  | Locuitori  |
| ---------- | ---------- | ---------- |
|            |            |            |
|            |            |            |
|            |            |            |
|            |            |            |
| 1948       | 415        |            |
| 1953       | 432        |            |
| 1961       | 438        |            |
| 1971       | 453        |            |
| 1981       | 328        |            |
| 1991       | 254        | 253        |
| 2003       | 236        | 236        |

| \| Componența etnică conform recensământului din 2003[2] \| Componența etnică conform recensământului din 2003[2] \| Componența etnică conform recensământului din 2003[2] \| Componența etnică conform recensământului din 2003[2] \| Componența etnică conform recensământului din 2003[2] \| \| ----------------------------------------------------- \| ----------------------------------------------------- \| ----------------------------------------------------- \| ----------------------------------------------------- \| ----------------------------------------------------- \| \| \| \| \| \| \| \| Sârbi \| Sârbi \| \| 146 \| 61,86% \| \| Muntenegreni \| Muntenegreni \| \| 57 \| 24,15% \| \| necunoscută \| necunoscută \| \| 1 \| 0,42% \| |              |  |     |        |
| Componența etnică conform recensământului din 2003 |              |  |     |        |
| |              |  |     |        |
| Sârbi | Sârbi        |  | 146 | 61,86% |
| Muntenegreni | Muntenegreni |  | 57  | 24,15% |
| necunoscută | necunoscută  |  | 1   | 0,42%  |